# C/2009 L16
C/2009 L16 – kometa jednopojawieniowa odkryta na zdjęciach SOHO przez Michała Kusiaka. Została odkryta 14 czerwca 2009 roku. Należy do grupy komet Kreutza.